# مقدس (ترانه جاستین بیبر)
«مقدس» (انگلیسی: Holy) ترانه‌ای از خواننده کانادایی جاستین بیبر با همراهی رپر آمریکایی چنس د رپر است. ترانه با یک موزیک ویدئو در ۱۸ سپتامبر ۲۰۲۰ منتشر شد.